# To Please His Wife
To Please His Wife is een kort verhaal van de Engelse schrijver Thomas Hardy. Het verscheen voor het eerst in het destijds recent gestarte blad Black and White: A Weekly Illustrated Record and Review in de aflevering van 27 juni 1891. Het was voorzien van een versierde kop met daarin een kleine afbeelding van de auteur en twee andere illustraties. Vervolgens werd het opgenomen in de verhalenbundel Life's Little Ironies die werd uitgebracht in 1894.
Het verhaal speelt zich af in Havenpool, in Hardy's fictieve graafschap Wessex de aanduiding voor Poole, Dorset.

## Het verhaal
Aan het einde van een kerkdienst betreedt de jonge zeeman Shadrach Jolliffe de kerk in Havenpool om dank te betuigen voor zijn overleving tijdens een schipbreuk. Buitengekomen vallen hem twee meisjes op, die hij zich nog vaag herinnert van vroeger: de kleine wat verlegen Emily Hanning en haar vriendin, de grotere Joanna Phippard. Emily, die het niet breed heeft en om haar vader te ondersteunen een klein winkeltje in kantoorbenodigdheden leidt, valt voor de jonge kapitein en het lijkt wat te worden totdat de ambitieuze Joanna hem inpalmt, ondanks het feit dat zij niet echt liefde voor hem voelt. Als zij merkt hoeveel verdriet Emily hiervan heeft, krijgt ze wroeging, maar wanneer ze er getuige van is dat hij toch meer voor Emily voelt, speelt haar jaloezie op en weet zij het toch zo te plooien dat hij voor haar kiest. Jolliffe trouwt uiteindelijk met Joanna. Joanna wil liever niet dat haar man teruggaat naar zee en zij besluiten dan een kruidenierszaak te beginnen, hoewel ze geen van beiden verstand hebben van dat vak. De meegaande Jolliffe stemt hier echter mee in en het paar krijgt na verloop van tijd twee zoons. De zaak floreert echter niet en Joanna, die eigenlijk sociaal wat hogerop had gewild, moet constateren dat Emily in het huwelijk treedt met een rijke zakenman, ook twee zoons krijgt en er financieel stukken beter voorstaat dan zij. Dit steekt haar enorm en aangezien de winkel steeds slechter rendeert, besluit de kapitein dan maar weer zijn heil op zee te zoeken, waarmee Joanna op den duur instemt. Na lange tijd keert hij terug met een flinke zak geld, maar aangezien het Emily steeds beter gaat en haar jongens een betere opleiding krijgen dan die van haar, zijn de honderden ponden haar niet genoeg: het moeten er duizenden zijn. In het nauw gedreven besluit Jolliffe op de lange duur dat zijn opgegroeide zonen dan maar mee moeten op reis, in de verwachting dat dat dan het benodigde geld zal opleveren. 
De nu geheel vereenzaamde Joanna wacht langdurig op hun uitblijvende terugkeer en de goede Emily doet op haar manier haar best om Joanna te ondersteunen door haar aankopen in haar armoedige winkeltje te doen. Op den duur biedt zij haar zelfs woonruimte aan in haar grote huis, waar Joanna met tegenzin maar noodgedwongen op in moet gaan. Jaren verstrijken en Joanna vergrijst en vermagert zonder dat haar mannen terugkeren. Als zij op een nacht meent de langverwachte stemmen in de straat te horen, haast zij zich naar buiten. Op haar geroep steekt de nieuwe eigenaar van haar winkeltje zijn hoofd uit het raam. Op haar vraag of er iemand voor haar is aangekomen, moet hij echter negatief antwoorden...